# Lubenice obecná

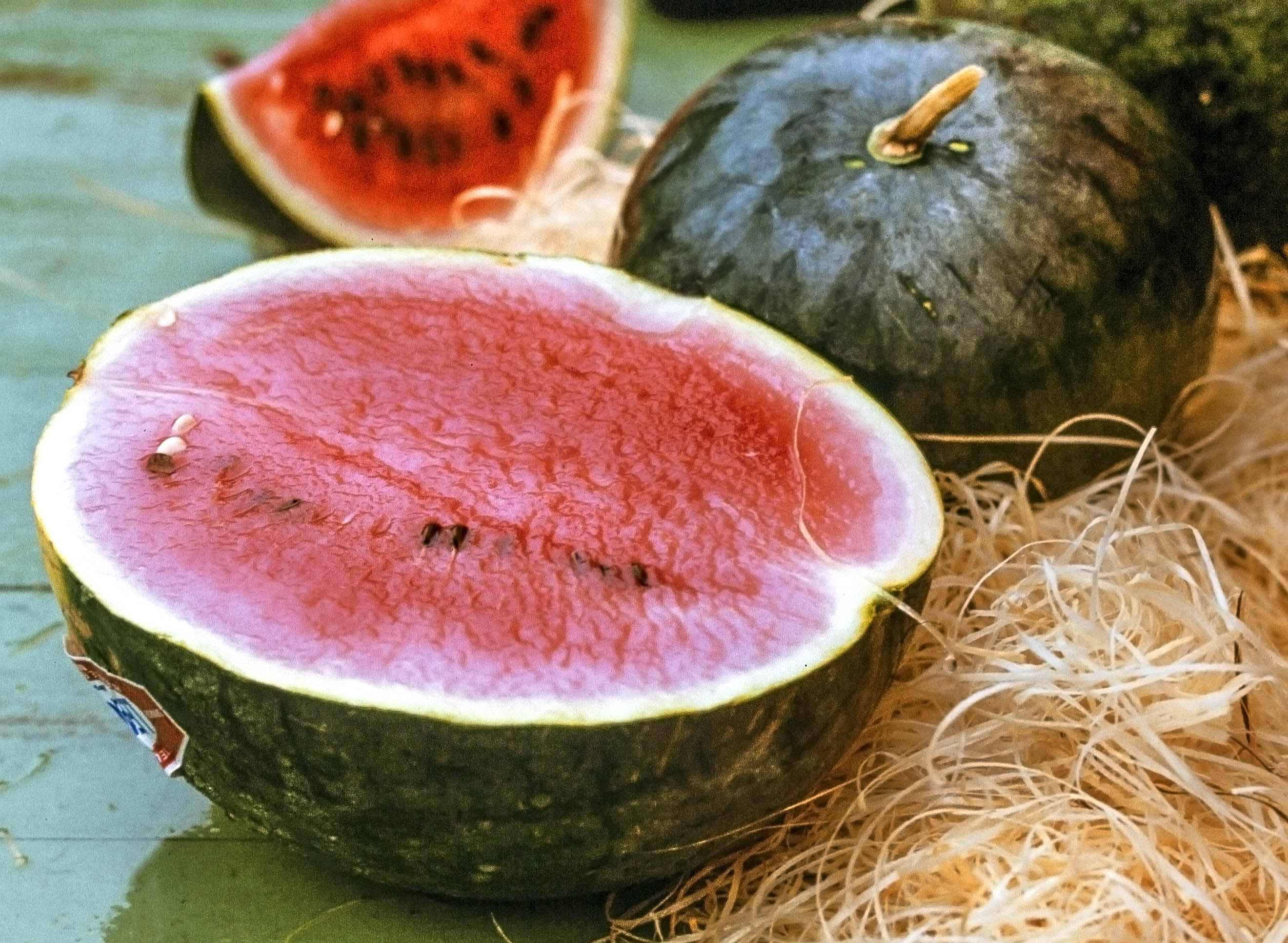
Rozpůlený plod

Lubenice obecná (Citrullus lanatus) je teplomilná, jednoletá rostlina s lodyhou poléhavou nebo popínavou, se žlutými, až 3 cm velkými květy, která se pěstuje pro kulovité až elipsoidní plody. V běžném povědomí je známa jako „vodní meloun“. Ve zralosti má červenou, šťavnatou, sladkou dužinu a spoustu drobných semen.

## Rozšíření
Bylina pochází ze severní a severovýchodní tropické Afriky, za její domov je konkrétně pokládán Egypt, Etiopie, Libye a Súdán. Mnozí chybně kladou její původ do oblasti Kalahari (Botswana, Namibie, Jihoafrická republika) a jiní zase do Asie (Afghánistán a Pákistán).
V prehistorických dobách se její pěstování rozšířilo po středomořské Africe a na Blízkém a Středním východě, semena starší 3000  let byla nalezena v pyramidách egyptských faraonů. Ve starověku se dostala do Indie, kde vzniklo sekundární centrum genetické rozmanitosti. Koncem 10. století pronikla do Číny a do Japonska v 16. století. V časné pokolumbovské době byla zavedena do Ameriky, kde místy zdomácněla.
Lubenice obecná je v současnosti rozšířena ve tropických, subtropických a teplých mírných oblastech ve všech světadílech. Na některých místech zplaněla a stala se součásti domácí flory, jinde je běžně pěstována nebo se vyskytuje přechodně. V České republice se pěstuje pouze v nejteplejších oblastech na jihovýchodní Moravě, kde ojediněle a krátkodobě zplaňuje do volné přírody.

## Historie
Na základě studie DNA se předpokládá, že lubenice obecná (Citrullus lanatus) vznikla z druhů kolokvinta obecná (Citrullus colocynthis) a Citrullus ecirrhosus. Oba druhy mají hořkou nejedlou dužinu a lidé z nich využívají jen semena. V historických dobách jejího vzniku byla pravděpodobně stejně nejedlá jako její předci, zužitkovávala se asi pouze semena a v polopouštních oblastech sloužíval obsah nezralého plodu jako zdroj tekutiny vhodné k pití. Plody jsou hořké díky přítomnosti cucurbitacinu, biochemické sloučeniny používané rostlinami k obraně proti býložravcům. Doba vzniku rostliny s chutnými, konzumovatelnými plody není přesně známa, objev poživatelných plodů má však podstatný podíl na dnešním, téměř celosvětovém rozšíření lubenice obecné.

## Ekologie
V současnosti existuje nepřeberné množství různých samovolných kultivarů lubenice obecné, které jsou rozdělené do dvou hlavních skupin. V první skupině jsou tzv. „egusi“, rostliny s plody menšími, které mají dužinu sice hořkou, vhodnou tak leda pro krmení dobytka, ale zato semena větší a bohatější na olej. Jsou méně náročné na vláhu a rostou hlavně v Africe a Asii. Často jsou tyto plody běžně sbírány z přirozeného výskytu, kdy rostliny samovolně vyrůstají na rozlehlých, jinak pustých plochách bez lidského přičinění. V posledních desetiletích se rozmáhá jejich pěstovány na plantážích.
Tyto rostliny se vysazují do nadmořské výšky 1000 až 1800 m. Lépe se jim daří v suchých savanách než v pásmu mokrých lesů, kde bývá výnos semen dvakrát až třikrát vyšší. Rostlinám obvykle stačí denní teplota 28 až 35 °C a roční průměrné srážky 700 až 1000 mm, původním varietám pěstovaným v oblasti Kalahari dostačuje 400 až 650 mm za rok. Upřednostňují hlubokou půdu v suchých hlinitých či písčitých vádí na místech, kde je dostupná nehluboká podzemní voda. Přirozeně také vyrůstají v blízkosti vodních toků na místech s narušenou travnatou pokrývkou nebo jako plevel na obdělávaných polích.
Do druhé skupiny nazývané „meloun“ a rozšířené hlavně v Evropě a Americe, spadají rostliny s většími plody a převážně červenou dužinou, která je sladká, osvěžující a semena jsou drobnější. Pro úspěšné pěstování je nutná písčitohlinitá, slabě alkalická, na živiny středně bohatá půda s pH 6 až 7, při nižších hodnotách se mohou stát vážným problémem houbovité choroby. Vyšlechtěné kultivary pěstované pro kvalitní plody jsou náročné na hnojení a na mnoha místech potřebují v sušších obdobích zálivku, jejich vegetační doba trvá 90 až 140 dnů. Lubenice obecná může být diploidní nebo tetraploidní druh, který mívá počet chromozomů 2n = 22 nebo 44.

## Popis
Jednoletá jednodomá bylina s plazivou, případně popínavou, větvící se lodyhou dlouhou 80 až 200 cm. Krátce chlupatá lodyha tlustá okolo 1 cm, je porostlá drsnými úponky, které se někdy větví ve dví. Střídavě vyrůstající listy mají hustě chlupatý řapík dlouhý 3 až 12 cm, jejich čepel je v obryse vejčitá až trojúhelníkovitá, 5 až 20 cm dlouhá a 5 až 15 cm široká a bývá jednou či dvakrát peřenodílně až peřenosečně dlanitě dělená do pěti až sedmi tupých laloků.
Květy jsou jednopohlavné a vyrůstají jednotlivě na stopkách z paždí listů, květní obaly jsou u obou pohlaví shodné. Kalich je srostlolupenný, zvonkovitý a jeho pět chlupatých zubů je úzce kopinatých. Koruna je světle žlutá, talířovitá, má průměr 2,5 až 3 cm a pět podlouhle vejčitých či obvejčitých, vně vlnatě chlupatých laloků dlouhých 1,5 cm. Samčí květ má pět tyčinek s prašníky a z nich čtyři jsou po dvojicích srostlé a jedna je volná. Samičí květ má hustě vlnatý semeník s četnými vajíčky, srostlý ze tří plodolistů, a drobný pestík s krátkou, sloupovitou čnělkou zakončenou tříramennou bliznou.
Plod je kulovitá až podlouhlá či vejčitá, mnohosemenná bobule 5 až 70 cm velká a vážící 0,1 až 30 kg (u melounů „egusi“ 0,1 až 2,5 kg). Jsou ve zralosti na povrchu zelené, šedé, žluté, bílé, jednobarevné nebo pruhované či skvrnité. Dužina u skupiny „meloun“ je šťavnatá, jedlá, sladká, nejčastěji červená, někdy žlutá, bílá či světle zelená, nemá středovou dutinu a obsahuje hodně semen. Semena jsou obvejčitá až eliptická, zploštělá, 0,5 až 1,5 cm dlouhá a 0,5 až 1 cm široká, hladká, žlutá až hnědá nebo černá, zřídka bílá. Známkou zralosti je tlumený zvuk při poklepání. Plod vykazuje neklimakterické respirační chování, utržený nezralý již nedozrává, pouze vysychá.

## Rozmnožování
Osivo zůstane životaschopné po dobu nejméně 8 let, pokud je skladováno v suchu při teplotách nižších než 18 °C. Semena nemají dormanci, vzcházení semenáče trvá průměrně pět až sedm dní, vysoké teploty však klíčení zpomaluje. Lze je urychlit skarifikaci semen na jednom konci a následným máčením ve vodě po dobu 24 hodin. Semena nejlépe klíčí při noční teplotě 17 °C a denní 32 °C, nebo při konstantní teplotě 22 °C; při teplotě pod 15 °C neklíčí.
Světlo má inhibiční účinky, semena se vysévají po třech do hnízd hlubokých 3 až 4 cm. Kotyledon mladé rostlinky se vyvine po deseti až dvanácti dnech a první pravý list o týden později. Ve stadiu dvou až tři pravých listů se hnízda ředí na jednu rostlinu. Pro výsadbu se používá spon 0,9 × 1,2 až 1,8 m, na jeden hektar se sází asi 2500 rostlin pěstovaných pro semeno. Sazenice předpěstované v květináčích se vysazují na pole asi pět týdnů po vysetí, až když mají tři či čtyři pravé listy.
Než rostliny za šest až osm týdnů vytvoří hustý vegetační kryt, udržuje se záhon bez plevele. Aby se zabránilo nadměrnému vegetativnímu růstu zkracují se lodyhy a obvykle se ponechávají dva až tři plody na rostlinu, u maloplodých kultivarů i šest.

## Vývoj plodu
U typu „egusi“ se na hlavním stonku vytvoří čtyři až šest větví a osm až jedenáct samčích květů za 35 až 50 dnů po výsevu a prvních patnáct až pětadvacet samičích květů po 45 až 60 dnech. Plody dozrávají asi po padesáti dnech od opylení.
U červenoplodého „melounu“ se prvé plody tvoří o něco později, kvetení vrcholí za 50 až 80 dnů po vyklíčení. Květiny se otevírají krátce po východu slunce a zůstávají otevřené jen jeden den. Opylování obvykle probíhá ráno a provádí jej hmyz, převážně včely. Přenesení pylu na všechna tři ramena blizny je nezbytné pro řádný vývoj plodu. Do druhého dne po opylení se květní stopka s bobtnajícím semeníkem začne prodlužovat a ohýbat směrem dolů. První samičí květy jsou často špatně vyvinuté a nevytvoří plody, které dozrávají za 30 až 50 dnů po opylení, před dosažením zralosti stonek plodu zhnědne. Vegetační období této plodové zeleniny trvá v závislosti na místních podmínkách a kultivaru 90 až 130 dnů.

## Zpracování plodů
Zralé plody „egusi“ se rozdrtí pomoci dřevěných tyčí, nahrnou se na hromadu, pokryjí suchou trávou a nechají se na slunci fermentovat asi 14 dnů. Pak se semena ze zbytků dužin odstraní, promyjí a asi týden suší. Semena obsahují hodně poživatelného oleje a dalších výživných látek, po oloupání tvrdého osemení se jedí syrová či pražená a solená, nebo se rozdrtí a přidávají jako zahušťovadlo do polévek, omáček a salátů, pražená se používají jako náhražka kávy. Také se melou a dávají do mouky při pečení chleba. Semena se také lisují a získaný olej se jednak v domácnostech využívá při vaření nebo na výrobu mýdla a jednak je žádaný kosmetickým a farmaceutickým průmyslem. Pokrutiny po vylisování se zpracovávají na kuličky, které se smaží jako speciality, nebo se využívají jako vydatné krmivo pro dobytek.

## Význam
Lubenice obecná typu „egusi“ se pěstuje hlavně v Africe a Asii, v polosuchých oblastech, kde se z nich využívají olejnatá semena. V roce 2002 byla celosvětová produkce semen 576 000 t, suché semeno bez slupky ve 100 g obsahuje: voda 5,1 g, energie 2340 kJ (557 kcal), bílkoviny 28,3 g, tuky 47,4 g, sacharidy 15,3 g, vápník 54 mg, fosfor 755 mg, železo 7,3 mg, vitamín B1 0,19 mg, vitamín B2 0,15 mg, niacin 3,55 mg, kyselina listová 58 μg. Vylisovaný olej se skládá z glykosidů kyseliny linolové, olejové, palmitové a stearové, pokrutiny neobsahují žádnou kyanovodíkovou kyselinu a jsou vhodné jako krmivo pro hospodářská zvířata.
V poslední době se i do Afriky a Asie rozšířilo pěstování „melounů“, kultivarů se sladkou a šťavnatou dužinou zralého ovoce. V roce 2002 bylo celosvětově vyprodukováno asi 91 miliónu tun plodů, z toho Čína sama 57 miliónu, Turecko 3,9 miliónů, středomořská Evropa 1,8 miliónů. Mimo přímé konzumace se dužina plodů konzervuje, nebo se z ní vyrábí osvěžující nápoje, sirupy či kompoty. Sladká melounová šťáva se někdy nechává zkvasit a vypaluje se z ní alkohol.
Jedlá část plodu obsahuje ve 100 g: voda 91,5 g, energie 134 kJ (32 kcal), bílkoviny 0,6 g, tuky 0,4 g, sacharidy 7,2 g, vápník 8 mg, fosfor 9 mg, železo 0,17 mg, vitamín B1 0,08 mg, vitamín B2 0,02 mg, niacin 0,2 mg, folát 2 mg, kyselina askorbová 9,6 mg. Dužina je bohatý přírodní zdroj lykopenu, karotenoidu, o který je velký zájem, protože má antioxidační účinky a potenciální přínos pro zdraví. Jako perspektivní kultivar byly vyšlechtěné triploidní rostliny s bezsemennými plody.

## Galerie

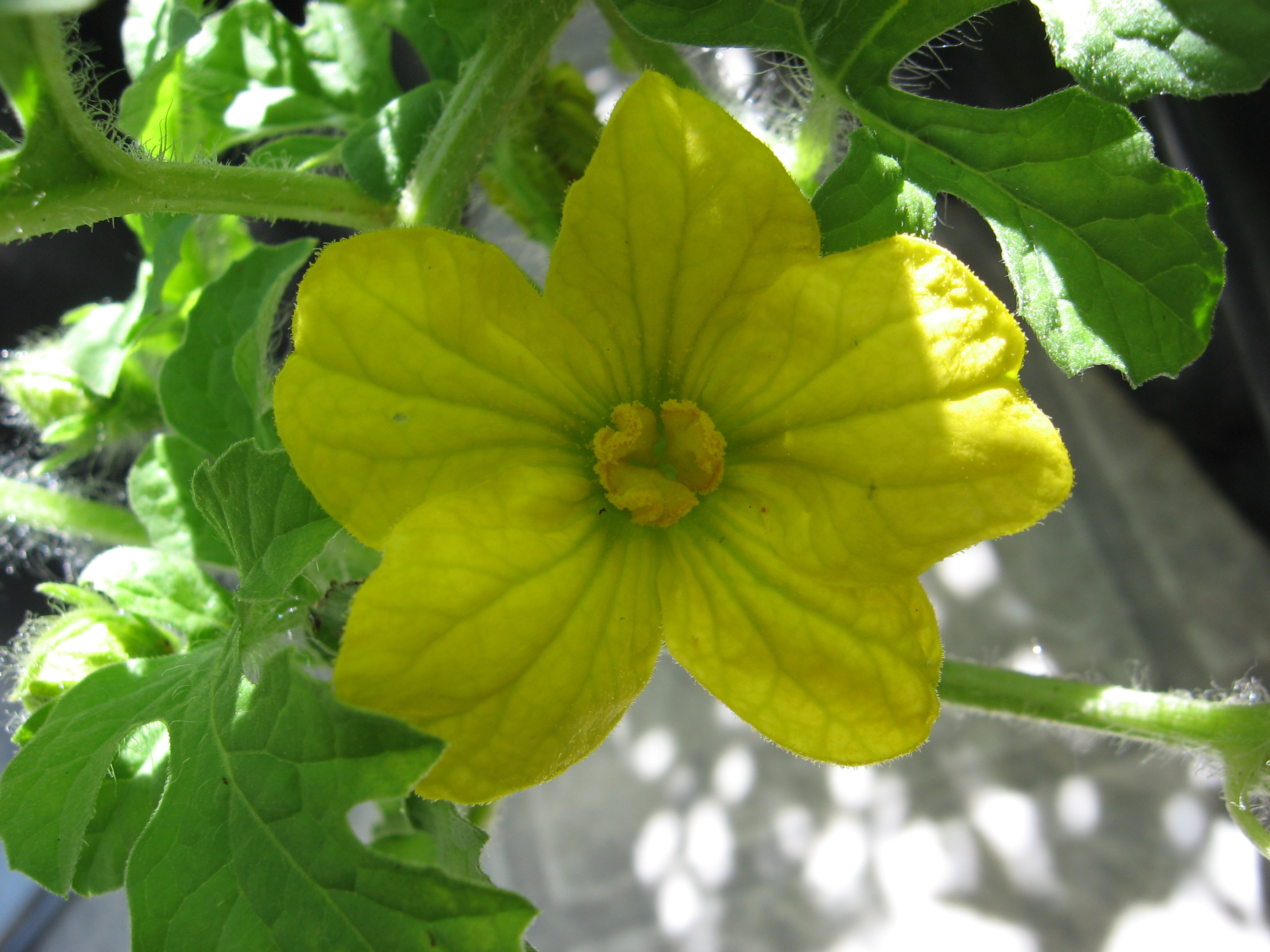
Samčí květ
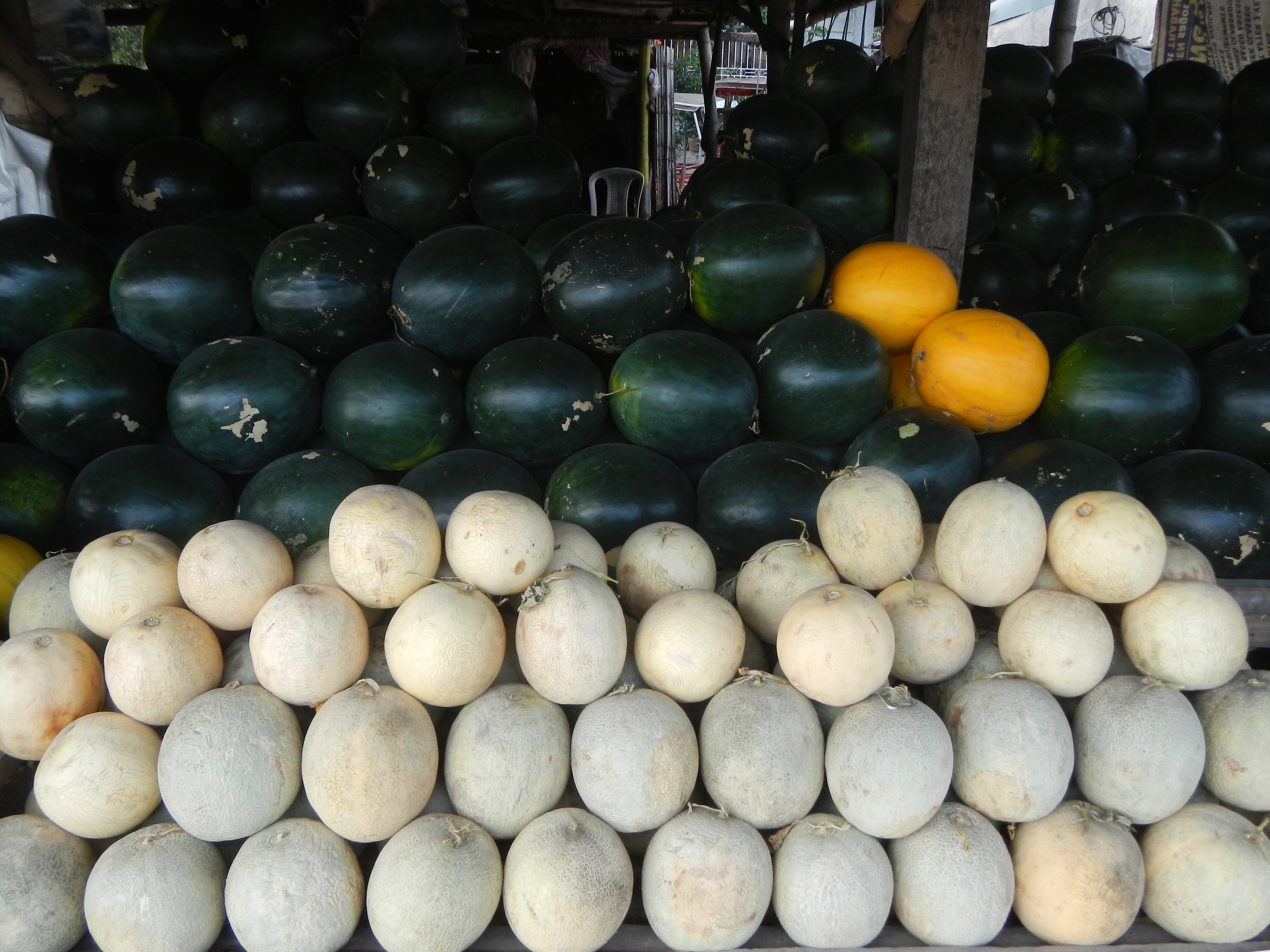
Různé kultivary
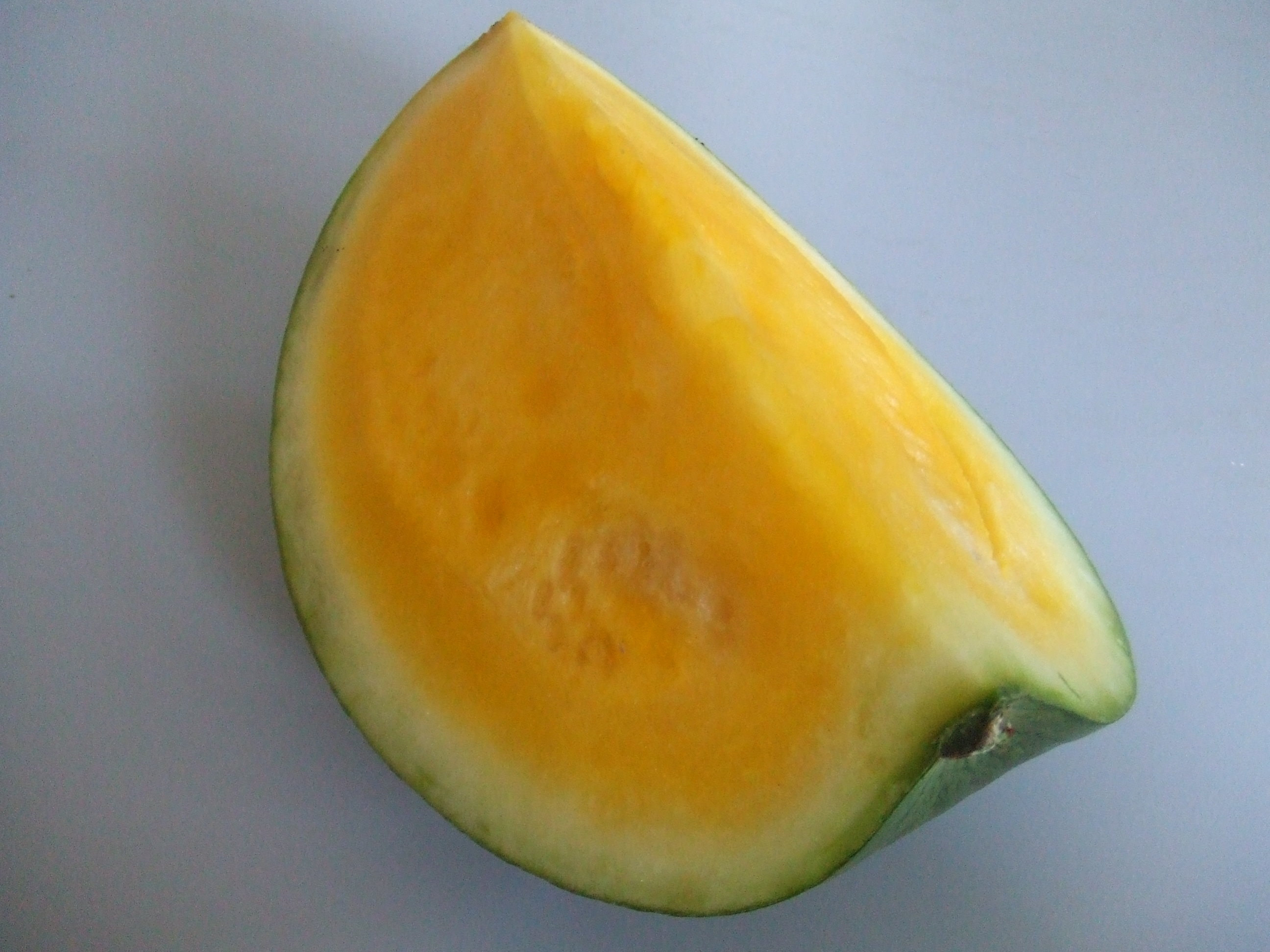
Plod se žlutou dužinou
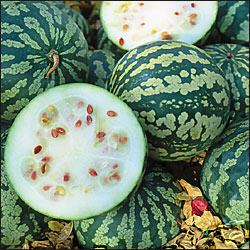
Plod s bílou dužinou
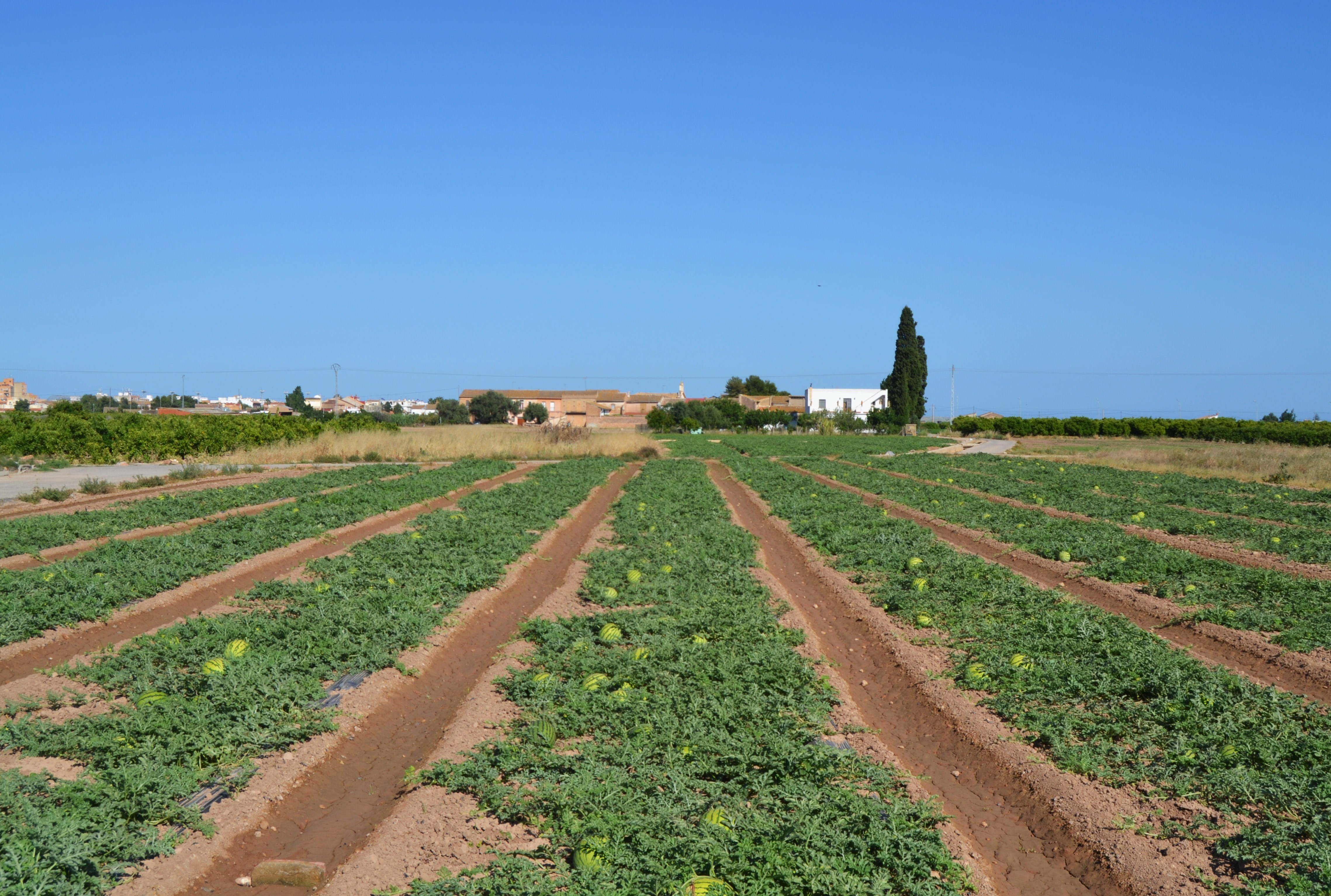
Pole s lubenici obecnou